# Chubasco
Chubasco – rodzaj szkwału, któremu towarzyszą wyładowania atmosferyczne, występujący w porze deszczowej u wybrzeży Pacyfiku w pobliżu Meksyku, Ameryki Środkowej i Ameryki Południowej. Określenia tego używa się również w innych krajach hiszpańskojęzycznych w stosunku do deszczu, któremu towarzyszy silny wiatr.
Słowo chubasco pochodzi z języka portugalskiego, gdzie chuva oznacza deszcz. Deszcze monsunowe, które regularnie nawiedzają południowo-zachodnie Stany Zjednoczone, m.in. południowe tereny Arizony i Nowego Meksyku, również bywają określane słowem chubasco. Na północy Meksyku, zwłaszcza w części północno-wschodniej i północno-środkowej, słowa chubasco używa się przede wszystkim w stosunku do nagłych burz, którym towarzyszą bardzo silne wiatry mogące osiągnąć prędkość do 145 km/h oraz ulewne deszcze (nawet 120-150 mm w ciągu mniej niż godziny). Taki wiatr może obalać wiatraki i łamać gałęzie wielkich i nierzadko starych drzew. Zjawisko występuje podczas najgorętszych dni w roku (od maja do października).